# Gửi em, người bất tử
Gửi em, người bất tử (Nhật: 不滅のあなたへ Hepburn: Fumetsu no anata e) là sêri manga Nhật Bản được viết và minh họa bởi tác giả Ōima Yoshitoki. Được sêri hóa trong tạp chí Weekly Shōnen Magazine từ ngày 9 tháng 11 năm 2016 đến tháng 6 năm 2025, sau đó được sưu tầm và xuất bản bởi Kodansha thành 24 quyển tankōbon. Câu chuyện theo sau một nhân vật bất tử với mục đích là tìm hiểu được mọi tri thức trên thế giới. Theo câu chuyện, sinh vật này đã hóa thành chú chó sói và một cậu bé khi họ lần lượt mất đi, "Nó" đi tìm những câu chuyện để hoàn thiện chính mình. Manga được cấp phép xuất bản tiếng Anh ở cả hai dạng kỹ thuật số và bản in bởi Kodansha USA. Năm 2019, Nhà xuất bản Trẻ xuất bản Gửi em, người bất tử tại Việt Nam.
Ōima, lấy cảm hứng từ cái chết của bà cô, nhằm viết về sự sống còn và nhân vật Fushi, thứ ban đầu là một khối cầu vô cảm nhưng dần dần phát triển bản thân và nhân cách do tương tác với con người, già và trẻ. Trái ngược với tác phẩm trước của cô, Dáng hình thanh âm, Gửi em, người bất tử ít tập trung vào quá khứ của dàn nhân vật mà thay vào đó là tương lai.
Fumetsu no Anata e đã được đón nhận nồng nhiệt tại Nhật Bản, giành được nhiều giải thưởng và doanh thu lớn. Phản hồi của giới phê bình về sự ra mắt của loạt phim là tích cực, dựa trên cảm xúc tập trung vào dân làng và Fushi đến mức thường giành được điểm tuyệt đối. Mặc dù một số bình luận hoài nghi về các chương tiếp theo thiếu tác động tương tự, nhưng nhân vật Fushi vẫn được khen ngợi trong khi nghệ thuật của Ōima nhận được đánh giá tích cực do biểu cảm khuôn mặt và môi trường chi tiết của nó. Một loạt phim truyền hình anime chuyển thể từ manga, do Brain Base sản xuất, được phát sóng từ tháng 4 đến tháng 8 năm 2021 trên kênh truyền hình NHK Educational TV của Nhật Bản; mùa thứ hai do Drive sản xuất được công chiếu vào tháng 10 năm 2022.

## Cốt truyện
Nó là một vật thể bất tử, được gửi đến Trái Đất, Nó không mang cảm xúc, cũng không có danh tính. Tuy nhiên, Nó có thể nhập vào bất cứ sinh vật nào có năng lượng. Lúc đầu, Nó là một khối cầu tròn. Sau đó, Nó bắt đầu mô phỏng hình dáng của đá. Nhiệt độ đã giảm và tuyết cũng đã phủ dày, Nó bắt đầu mô phỏng những cây rêu trên đá. Khi bị thương, một chú sói cô đơn nằm chết lặng lẽ trên tuyết, Nó bắt đầu mô phỏng hình dạng của chú sói đó. Cuối cùng, Nó có được nhận thức và đi lang thang qua ngôi làng Tsundra vắng vẻ cho tới khi Nó gặp được một cậu bé. Cậu bé đang sống một mình trong ngôi làng ma này, khi mà người lớn đã ra đi để tìm lấy thiên đường trong biển tuyết trắng xóa. Tuy nhiên, nỗ lực của họ đã công cốc, và bây giờ cậu bé đã ra đi trong tình trạng tuyệt vọng. Nó lấy hình dạng của cậu bé, và bắt đầu một cuộc hành trình không hồi kết, để lấy được những kinh nghiệm, khám phá những nơi mới, và gặp gỡ những người mới.
Sau khi chết nhiều lần, cậu được tìm thấy ở đầm lầy bởi March, một cô bé nhỏ với mong ước trở thành một người mẹ tốt, nhưng không may thay cô lại được chọn là vật hiến tế cho một con gấu khổng lồ mang tên Oniguma. Cô bé đặt tên cậu là "Fushi" và làm bạn với cậu, dạy cậu cách ăn và bớt hoang dại hơn. Cũng từ lúc ấy, cậu đã có thêm nhận thức về thế giới và bước đầu nói được những từ cơ bản của loài người. Trong trận chiến với Oniguma, Fushi đã dùng bản thể sói của mình để tiêu diệt thành công con gấu; tuy nhiên cậu, March, Parona (chị kết nghĩa của March) và bà lão Pioran bị Hayase bắt làm tù binh đến vùng đất Yanome. Bọn họ phải chật vật tìm cách vượt ngục, thế nhưng trên đường tẩu thoát, March đã hy sinh khi cố bảo vệ Parona và rồi trở thành một linh hồn. Cuối cùng, Fushi đành phải chia tay Parona, rời khỏi Ninannah để thoát khỏi sự truy lùng gắt gao của Hayase.

## Nhân vật

### Từ phần một
Fushi (フシ)
Lồng tiếng bởi: Reiji Kawashima
Cái tên "Fushi" cũng có nghĩa là bất tử, đúng tính chất của Nó. Một sinh vật thần thánh có thể thay đổi hình dạng giống sinh vật sống Nó thấy (chỉ khi sinh vật đã chết thì Nó mới có thể bắt chước hình dạng) và tạo ra những thứ không sự sống từ cơ thể của mình. Nó được gửi đến Trái đất để lưu giữ thông tin và kinh nghiệm. Thông qua của hành trình của mình, Nó học được cách giao tiếp với con người và cư xử giống họ, cũng như có được cảm xúc và trí thông minh.
Cậu bé tóc trắng
Một cậu bé vô danh còn trẻ và là con người đầu tiên Fushi gặp dưới hình dạng một con sói trắng - Joaan, người bạn lâu năm với cậu bé. Tất cả mọi người trong làng đã ra đi để tìm thiên đường bên ngoài thế giới, bỏ lại cậu một mình, cậu luôn mong muốn có thể khám phá thế giới bên ngoài. Sau khi chết bởi vết thương quá nặng, Fushi có hình dạng của cậu và thường sử dụng nó để đại diện cho mình. Cậu là hình dạng con người đầu tiên mà Nó bắt chước.
March (マーチ Māchi)
Lồng tiếng bởi: Rie Hikisaka
Một cô bé đến từ làng Ninannah nhận Fushi làm con nuôi (ước mơ của cô là được làm người lớn và có con) sau khi thoát khỏi một nghi lễ hiến tế, cô cố dạy dỗ Fushi nên người. Cái tên "Fushi" cũng là cô đặt cho Nó.
Parona (パロナ)
Lồng tiếng bởi: Aya Uchida
Một cô gái chơi thân với March và được March coi là chị gái, giỏi bắn cung và dao. Cô cố gắng cứu March khỏi việc bị hiến tế.
Pioran (ピオラン)
Lồng tiếng bởi: Rikako Aikawa
Một người đàn bà đã tới tuổi già đã chăm sóc và dạy Fushi cách nói, bà là một người đàn bà cổ hủ và chỉ quan tâm tới bản thân nhưng trải qua quãng thời gian dài với cậu đã thay đổi tâm tình của bà.
Hayase (ハヤセ)
Lồng tiếng bởi: Mitsuki Saiga
Một nữ chiến binh đến từ làng Yanome, cũng là người hộ tống March để hiến tế. Cô quan tâm và yêu Fushi một cách ám ảnh và những khả năng ngày càng phát triển của cậu. Cô đóng vai trò là nhân vật phản diện chính trong một số phần đầu tiên của manga và phần đầu tiên của anime. Con cháu và những lần tái sinh của cô sau đó hoàn toàn cống hiến hết mình để bảo vệ Fushi thay cho bản thân cô. Trước khi chết cô đã cho một Nokker cư ngụ ở bàn tay mình nên tất cả các hậu duệ của cô nó đều ở đó.
Gugu (グーグー)
Lồng tiếng bởi: Ryoko Shiraishi (lúc bé), Taku Yashiro (trưởng thành)
Một chàng trai trẻ đô con làm việc tại quán rượu của ông Sake sau khi được ông cứu khi anh bị một khúc gỗ đè nát khuôn mặt lúc còn nhỏ và suýt chết. Anh rất thích Rean và sẽ thường xuyên đỏ mặt khi gặp hay nhìn cô. Do khuôn mặt gần như bị nát nên anh hay che nó đi bằng chiếc mặt nạ kỳ quái của mình. Anh là người dạy Fushi cách dọn dẹp, nấu ăn và vệ sinh cá nhân. Anh rất thân với Fushi và coi cậu như là anh em kết nghĩa với nhau.
Shin (シン)
Lồng tiếng bởi: Atsushi Abe
Anh trai của Gugu, người đã bỏ rơi Gugu nhưng sau đó biết nơi anh sống và cố chuộc tội.
Rean (リーン Rīn)
Lồng tiếng bởi: Manaka Iwami
Một cô gái trẻ xuất thân từ gia đình giàu có thường lui tới cửa hàng của ông Sake trong khi cô kết bạn với Gugu và Fushi. Cô tốt bụng và vui tính, hay khó chịu với bố mẹ vì họ không cho cô thích làm gì và sự tự do nên cô hay lưu tới quán rượu của ông Sake chơi, lâu lâu giúp họ.
Ông Sake (酒爺 Sake Jī)
Lồng tiếng bởi: Kentaro Tone
Chủ nơi bán rượu và chưng cất rượu, là bạn với bà Pioran. Ông là người đã cứu Gugu, cho cậu sống và làm việc ở đó. Tính cách ông cổ quái và thích bảo quản rượu.
Tonari (トナリ)
Lồng tiếng bởi: Eri Inagawa
Một cô gái trẻ đi cùng cha mình khi ông bị đày đến Jananda, một hòn đảo dành cho tội phạm, nơi luật pháp không tồn tại, ước mơ của cô là trở thành nhà văn nếu có cơ hội ra đảo. Nhiều năm sau đó cô rời khỏi đảo để tìm Fushi, trong lúc đó cô đã thử mọi loại độc lên cơ thể mình để cơ thể cô có thể kháng độc, tất cả cũng là vì Fushi.
Người đàn ông mặc áo choàng đen (観察者 Kansatsu-sha)
Lồng tiếng bởi: Kenjiro Tsuda
Người kể chuyện và người tạo ra Fushi, người đã ném Fushi, là Quả cầu, xuống Trái đất trong bộ truyện 'bắt đầu quan sát Nó khi Nó tiếp tục thay đổi hình dạng và thu được nhiều thông tin hơn và sự kích thích'. Ông hay giúp cậu định vị Nokker và những thứ khác.

### Từ phần hai
Hisame (ヒサメ)
Lồng tiếng bởi: Tomori Kusunoki
Cháu gái của Hayase và là thủ lĩnh của một nhóm được gọi là Đội hộ vệ, những người tìm cách bảo vệ Fushi. Cô bé cố gắng dính bên cạnh Fushi để có con như lời dạy của Hayase.
Kahaku (カハク)
Lồng tiếng bởi: Mitsuki Saiga
Một hậu duệ xa của Hayase và là con trai (thay vì là nữ như những hậu duệ khác) và là thủ lĩnh hiện tại của Đội hộ vệ. Anh cũng thích Fushi một cách mù quáng mặc cho cùng giới tính.
Bonchien Nicoli la Tasty Peach Uralis (ボンシェン・ニコリ・ラ・テイスティピーチ=ウラリス Bonshen Nikori Ra Teisutipīchi Urarisu)
Lồng tiếng bởi: Takehito Koyasu
Một hoàng tử cực kỳ lập dị của Vương quốc Uralis, người luôn tìm cách bắt giữ Fushi. Anh có tính cách kỳ quái và tự mãn, tự cho mình là trung tâm và trang phục anh mặc vô cùng màu mè, anh cũng có khả năng nhìn thấy linh hồn của những người đã chết và có thể nói chuyện với họ (vì hay nói một mình nên anh bị cho là kỳ quặc). Anh nghĩ nếu mình bắt được Fushi có thể làm cho cha anh truyền ngôi lại cho mình.
Torta (トルタ Toruta)
Lồng tiếng bởi: Megumi Han
Em trai của Bonchien, một người vì dân và luôn giúp đỡ người khác.
Pocoa (ポコア Pokoa)
Lồng tiếng bởi: Aoi Koga
Em gái dễ thương của Bochien, cô bé có tính cách ngây thơ và vô tư.

### Phản diện
Nokker (ノッカー)
Những thực thể ký sinh có khả năng cướp đi ký ức và giả dạng giống những sinh vật sống mà nó đã cướp. Chúng cố gắng ngăn cản mục đích của Kansatsu-sha và Fushi trong việc bảo tồn tất cả những gì còn tồn tại.
Cylira (サイリーラ Sairīra)
Lồng tiếng bởi: Mitsuru Miyamoto
Người đứng đầu Nhà thờ Bennett, một tổ chức tôn giáo chống lại Fushi, tin rằng cậu thực sự gây ra xung đột với Nokkers.

## Các chuyển thể

### Manga
Ōima Yoshitoki phát hành Gửi em, người bất tử ở mục 50 của tạp chí shōnen manga của Kodansha Weekly Shōnen Magazine vào ngày 9 tháng 11 năm 2016. Manga được công bố vào ngày 23 tháng 5 năm 2016. Bộ truyện đã kết thúc vào ngày 4 tháng 6 năm 2025. Đó là sêri thứ hai của tác giả Ōima trong tạp chí Weekly Shōnen Magazine; sêri đầu tiên của cô được giới bình luận vô cùng khen ngợi là Dáng hình thanh âm. Vào ngày 17 tháng 1 năm 2017, Kodansha USA công bố rằng họ sẽ phát hành 10 chương phiên bản kỹ thuật số trên nhiều nền tảng. Sau thời điểm này, họ xuất bản chương mới nhất của manga đồng thời với bản tiếng Nhật. Quyển đầu tiên được phát hành ở Bắc Mỹ vào ngày 31 tháng 10 năm 2017.

### Anime
Vào ngày 8 tháng 1 năm 2020, Kodansha công bố rằng manga sẽ có một bản chuyển thể anime dạng truyền hình. Sê-ri 20 tập sẽ được thực hiện bởi Brain's Base, trong đó Murata Masahiko làm đạo diễn, Fujita Shinzō biên soạn âm nhạc, và Yabuno Koji thiết kế nhân vật. Anime dự kiến khởi chiếu trên kênh NHK Educational TV vào tháng 10 năm 2020, nhưng bị dời tới tháng 4 năm 2021 vì đại dịch COVID-19. Crunchyroll có bản quyền công chiếu trực tuyến anime tại khu vực Bắc Mĩ. Tại khu vực Đông Á và Đông Nam Á, Medialink có bản quyền công chiếu anime trên kênh YouTube Ani-One. Hikaru Utada trình bày ca khúc mở đầu là "Pink Blood" và Hamauzu Masashi thực hiện bài hát kết thúc phim là "Mediator".
Vào ngày 30 tháng 8 năm 2021, đài NHK thông báo mùa thứ hai của anime sẽ được lên sóng vào mùa thu năm 2022. Xuởng phim Drive thay thế Brain's Base sản xuất mùa thứ hai, đồng thời Sayama Kiyoko được chọn làm đạo diễn mới cho anime; các nhân sự khác được giữ nguyên.

#### Danh sách tập phim
| Số tập | Tựa đề                                            | Đạo diễn        | Ngày phát sóng   |
| ------ | ------------------------------------------------- | --------------- | ---------------- |
| 1      | "Saigo no hitori" (最後のひとり)                  | Murata Masahiko | 12 tháng 4, 2021 |
| 2      | "Otonashikunai shōjō" (おとなしくない少女)        | Murata Masahiko | 19 tháng 4, 2021 |
| 3      | "Chīsana shinka" (小さな進化)                     | Yamauchi Tomio  | 26 tháng 4, 2021 |
| 4      | "Ōkina Utsuwa" (大きな器)                         | Yamauchi Tomio  | 3 tháng 5, 2021  |
| 5      | "Tomo ni yuku hito" (共にゆく人)                  | Murata Masahiko | 10 tháng 5, 2021 |
| 6      | "Watashitachi no mokuteki" (私たちの目的)         | Yamauchi Tomio  | 17 tháng 5, 2021 |
| 7      | "Kawaritai shōnen" (変わりたい少年)               | Murata Masahiko | 24 tháng 5, 2021 |
| 8      | "Kaibutsu kyōdai"" (怪物兄弟)                     | Ogawa Haruhito  | 31 tháng 5, 2021 |
| 9      | "Fukai kioku" (深い記憶)                          | Yamauchi Tomio  | 7 tháng 6, 2021  |
| 10     | "Atarashii kazoku" (新しい家族)                   | Fuji Takafumi   | 14 tháng 6, 2021 |
| 11     | "Kako Kara no okurimono" (過去からの贈り物)       | Yamauchi Tomio  | 21 tháng 6, 2021 |
| 12     | "Mezame" (目覚め)                                 | Murata Masahiko | 28 tháng 6, 2021 |
| 13     | "Takami e no ishi" (高みへの意志)                 | Miyuki Ōshiro   | 12 tháng 7, 2021 |
| 14     | "Jiyū no shima jananda" (自由の島・ジャナンダ)    | Yamauchi Tomio  | 19 tháng 7,2021  |
| 15     | "Tonari to iu na no shōjo" (トナリという名の少女) | Onoue Kōki      | 26 tháng 7, 2021 |
| 16     | "Kodomo-tachi no yume" (子どもたちの夢)           | Yamauchi Tomio  | 2 tháng 8, 2021  |
| 17     | "Senkaku-sha" (先覚者)                            | Fuji Takafumi   | 9 tháng 8, 2021  |
| 18     | "Susumi yuku tame ni" (進み行くために)            | Sanuma Ken      | 16 tháng 8, 2021 |
| 19     | "Samayou satsui" (さまよう殺意)                   | Murata Masahiko | 23 tháng 8, 2021 |
| 20     | "Zankyō" (残響)                                   | Murata Masahiko | 30 tháng 8, 2021 |

## Đón nhận
Quyển đầu tiên được xuất bản tới 29,288 bản in, đứng thứ 17 xếp hạng manga hàng tuần của Oricon. Quyển thứ hai đứng hạng thứ 34, với 22,565 bản in được bán ra vào tuần đầu tiên, bản thứ ba đứng thứ 41 với 20,445 bản in. Manga được bình chọn đứng thứ 11 của giải thưởng Manga Taishō năm 2018 và đạt tổng cộng 47 điểm. Vào tháng 5 năm 2019, manga đạt được giải Best Shōnen Manga hàng năm lần thứ 43 của Kodansha Manga Award, cùng với Nhà có 5 nàng dâu.